# Hell is Us
Hell is Us — будущая компьютерная игра в жанре приключенческий экшен, разрабатываемая студией Rogue Factor. Компания Nacon должна выпустить её для Windows, PlayStation 5 и Xbox Series X/S в 2025 году.

## Геймплей
Hell is Us — игра в жанре приключенческий экшен. Игрок управляет героем Реми с видом от третьего лица — геймплей включает в себя исследование мира, решение головоломок и сражения с противниками. Hell is Us — не soulslike и не игра с открытым миром». Реми перемещается между разными областями мира на бронетранспортёре. В игре нет карты, компаса, визуальных маркеров, которые прямо указывали бы, куда двигаться дальше — игрок должен извлекать подсказки из слов неигровых персонажей, разбросанных по игре записок и просто окружения.
Сражения Hell is Us основаны на использовании архаичного холодного оружия: монстры неуязвимы для пуль, и Реми использует против них такое оружие, как меч, пара топоров или копьё. Он может совершать как обычные быстрые, так и мощные «заряженные удары», блокировать атаки врагов или уворачиваться от них. В боях Реми помогает высокотехнологичный дрон — этот летающий аппарат может отвлекать врагов. Сражения требуют планирования и точности: Hell is Us — сложная игра, и враги могут легко одолеть Реми числом и напором. В игре мало лечащих предметов, и игрок должен полагаться в бою на «лечащие импульсы» — если после удара по врагу своевременно нажать специальную кнопку, персонаж восстановит часть здоровья. Эта механика поощряет агрессивный стиль игры. Количество ударов, которое игрок может нанести врагам, ограничено шкалой выносливости, а эта шкала тем короче, чем меньше у персонажа осталось здоровья. 

## Сюжет
Действие Hell is Us происходит в вымышленной восточноевропейской стране Хадея (англ. Hadea), охваченной многолетней гражданской войной и изолированной от всего остального мира. Её технологии выглядят застрявшими в 1990-х годах — например, здесь не пользуются мобильными телефонами. Главный герой Реми (англ. Rémi) — выходец из Хадеи: здесь прошло его детство. Когда ему было пять лет, мать сумела переправить его через границу, и герой вырос в эмиграции, в приёмной семье в Канаде, тогда как родители так и остались в Хадее. Он знает лишь, что его отец был кузнецом в деревне Йова. Чтобы попасть домой и найти родителей, Реми присоединяется к миротворческой миссии ООН, но миротворцев не пропускают через границу — в итоге Реми решается дезертировать и бежать внутрь страны. Оказывается, что Хадея пережила некий катаклизм и переполнена монстрами. В ходе игры герой должен раскрыть тайну их появления.

## Разработка
Игру Hell is Us разрабатывает французская студия Rogue Factor под руководством Джонатана Жак-Белльтета. Rogue Factor ранее выпускала игры по чужим вселенным вроде Mordheim: City of the Damned; разработчики называли Hell is Us своим «самым амбициозным проектом». Жак-Белльтет ранее работал в Eidos Montreal и получил известность как арт-директор Deus Ex: Human Revolution и Deus Ex: Mankind Divided. Он формулировал основную тему новой игры так: «насилие среди людей — это вечный цикл, подпитываемый человеческими эмоциями и стремлениями». 
По словам Жак-Белльтета, отказываясь от привычных для компьютерных игр норм — подробной карты, маркеров и журналов заданий — разработчики хотели создать для игроков «иммерсивный опыт», ощущение полного погружения в мир игры. Жак-Белльтет считал, что типичная для современных игр подача всего «на блюдечке с голубой каёмочкой» вредит самой же игре — надо вернуться к подходу игр «старой школы», так, чтобы каждое открытие в игре было для игрока результатом его собственных усилий — игрок должен сам исследовать мир, открывать вещи и принимать собственные решения. Головоломки в игре не решаются с помощью очевидных подсказок или механических напоминаний — нужно активно и заблаговременно искать информацию для их решения где-либо ещё в мире игры. В игре нет единого открытого мира — это скорее «полуоткрытый мир» в духе Metro Exodus, состоящий из зон разных размеров, которые могут быть более или менее открытыми. На концепцию игры сильно повлиял фантастический фильм «Аннигиляция» (2018) и лежащая в его основе книжная трилогия «Южный предел» Джеффа Вандермеера: Hell is Us заимствует из фильма и визуальные образы — например, враги в игре напоминают существо из финала «Аннигиляции» — и музыкальные: в игре похожий «гудящий» и сбивающийся с нот электронный саундтрек, передающий потусторонность происходящего.
Hell is Us была анонсирована 12 апреля 2022 года; на тот момент предполагалось выпустить её в 2023 году. В сентябре 2024 года она была вновь представлена на мероприятии State of Play от Sony, теперь уже с планами выпуска на платформах Windows, PlayStation 5 и Xbox Series X/S в 2025 году. Релиз игры запланирован на 4 сентября 2025 года. 